# Георг III фон Шаунберг
Георг III фон Шаунберг (на немски: Georg III von Schaunberg; * 1472; † сл. 10 април 1554) е граф на Шаунберг в Горна Австрия, господар на Мистелбах, Пойербах, Ерлах, Щауф, Ашах, Ноймаркт, Траитенег, Нойхауз, Фраунберг, Франкенбург, Камер, Когел, Фрауенхайм, Клайн-Зьолк и Розег.

## Произход и наследство
Той е син на граф Улрих III фон Шаунберг († 27 декември 1484), главен маршал в Щирия, ландес-хауптман в Крайна, и съпругата му Маргарета фон Крайг († 6 юни 1492), дъщеря на фрайхер Андреас фон Крайгк († 1461) и Катарина фон Рьор. Внук е на граф Йохан I фон Шаунберг († 1453) и Анна фон Петау († 1465), наследничка на Фридау, Анкерщайн, Розег. Първи братовчед е на Фридрих V фон Шаунберг, архиепископ на Залцбург (1489 – 1494).
Георг III фон Шаунберг умира на 82 години на 10 април 1554 г. и е погребан в църквата на Ефердинг.
През 1559 г. със синът му Волфганг измира род Шаунберг по мъжка линия. Чрез дъщеря му Анна след дълги наследствени конфликти наследството на Шаунбергите отива на Щархембергите.

## Фамилия
Георг III фон Шаунберг се жени 1509 г. за Генофефа (Юлия) фон Арко († сл. 1554), дъщеря на граф Андреас д'Арко от Италия († 1509) и графиня Барбара ди Мартиненго от Италия (1454 – 1493). Те имат осем деца:
- Йохан IV фон Шаунберг († 31 май 1551, Линц), женен на 3 март 1538 г. във Велс за Регина фон Полхайм († 8 октомври 1572); няма деца
- Андреас фон Шаунберг († ок. 1540)
- Сузана фон Шаунберг
- Волфганг II фон Шаунберг-Ефердинг (* 1512; † 11 юни 1559, Ефердинг), женен на 13 февруари 1539 г. за графиня Анна фон Ортенбург († 26 юли 1569), дъщеря на граф Габриел фон Ортенбург-Саламанка († 1539) и графиня Елизабет фон Еберщайн (* 1509); няма деца
- Анна фон Шаунберг (* 1513; † 1551, Виена), наследничка, омъжена ок. 25 май 1529 г. в Линц за Еразмус I фон Щархемберг (* 10 юли 1503, Ридег, Горна Австрия; † 10 юли/8 септември 1560, Виена)
- Магдалена фон Шаунберг († ок. 1560/декември 1563), омъжена на 4 август 1537 г. за Каспар Пфлуг фон Рабенщайн-Печау († 1585, Фалкенау)
- Ита фон Шаунберг († пр. декември 1568)
- Елизабет фон Шаунберг